# ایرینا یاتچنکو
ایرینا یاتچنکو (بلاروسی: Ірына Ятчанка؛ زادهٔ ۳۱ اکتبر ۱۹۶۵) پرتاب‌گر دیسک اهل بلاروس بود.